# Anatoli Filípchenko
Anatoli Vasílievich Filípchenko (en ruso: Анато́лий Васи́льевич Фили́пченко) (Davydovka, 26 de febrero de 1928-7 de agosto de 2022) fue un cosmonauta soviético que viajó al espacio en las misiones Soyuz 7 y Soyuz 16.

## Trayectoria
Su primer viaje al espacio, en octubre de 1969, fue como comandante de la misión Soyuz 7, junto con los tripulantes Viktor Gorbatko y Vladislav Volkov, en la misión fracasada de acoplamiento con la Soyuz 8 y cambio de tripulación de una nave para otra. Debido a fallos en el equipamiento, el acople y la transferencia no pudieron realizarse. La Soyuz 6, también en órbita, filmó la tentativa de acoplamiento de las otras dos naves, en primera misión triple del programa espacial soviético.
En diciembre de 1974, su segunda misión fue en la Soyuz 16, misión prueba del que vendría a ser el programa conjunto Apolo-Soyuz, entre la URSS y los Estados Unidos.
Después de dejar el programa espacial en 1982, fue director adjunto del Járkov OKB.